# Медведев, Иван Владимирович
Медведев Иван Владимирович (род. 10 февраля 1955 года, Ухта, Коми АССР, СССР) — российский экономист в энергетике, государственный и политический деятель, депутат Государственной Думы VII созыва, член фракции «Единая Россия», член комитета Госдумы по энергетике.

## Биография
В 1977 году получил высшее образование по специальности «машины и механизмы лесной и деревообрабатывающей промышленности», окончив Ухтинский индустриальный институт. В 1992 году прошёл переподготовку по специальности — «планирование промышленности» в Санкт-Петербургском университете экономики и финансов. В 1978 году был призван в ряды Советской Армии, в 1979 году демобилизован. С 1980 работал на различных инженерных и управленческих должностях среднего руководящего состава управления «Комиэнерго», в 1988 году работал в должности начальником планово-экономического отдела управления. В 1988 году назначен на должность заместителя, позже — первого заместителя генерального директора по экономике объединения «Комиэнерго». В 1993 году объединение изменило форму собственности, став акционерной энергетической компанией «Комиэнерго». С 1993 года работал на различных управленческих должностях, был заместителем гендиректора, первым заместителем по экономике и финансам. В 2006 году назначен в ОАО «Акционерной энергетическая компания «Комиэнерго» на должность генерального директора, в 2007 году — назначен исполнительным директором. В 2008 году АЭК «Комиэнерго» было преобразовано в филиал ОАО «МРСК Северо-Запада», руководителем которого был назначен И. В. Медведев. В 2015 году переведен в департамент управления делами ПАО «МРСК Северо-Запада» на должность советника.
В марте 2011 года выдвигался от партии «Единая Россия» в Госсовет республики, по итогам выборов избран депутатом Государственного Совета Республики Коми V созыва. В сентябре 2015 года был повторно избран депутатом депутатом Государственного Совета Республики Коми VI созыва. В сентябре 2016 года досрочно сложил полномочия депутата Госсовета в связи с избранием 18 сентября 2016 депутатом Государственной Думы VII созыва по одномандатному избирательному округу № 18.

## Законотворческая деятельность
С 2016 по 2019 год, в течение исполнения полномочий депутата Государственной Думы VII созыва, выступил соавтором 42 законодательных инициатив и поправок к проектам федеральных законов.

## Награды и звания
- Медаль Ордена «За заслуги перед Отечеством» II степени
- Медаль Жукова
- «Почетный энергетик СССР»
- «Заслуженный работник Республики Коми»
- «Ветеран электросетевого комплекса»
- Знак отличия «За заслуги перед Республикой Коми»[2][7]